# Договор в форте Ларами (1851)

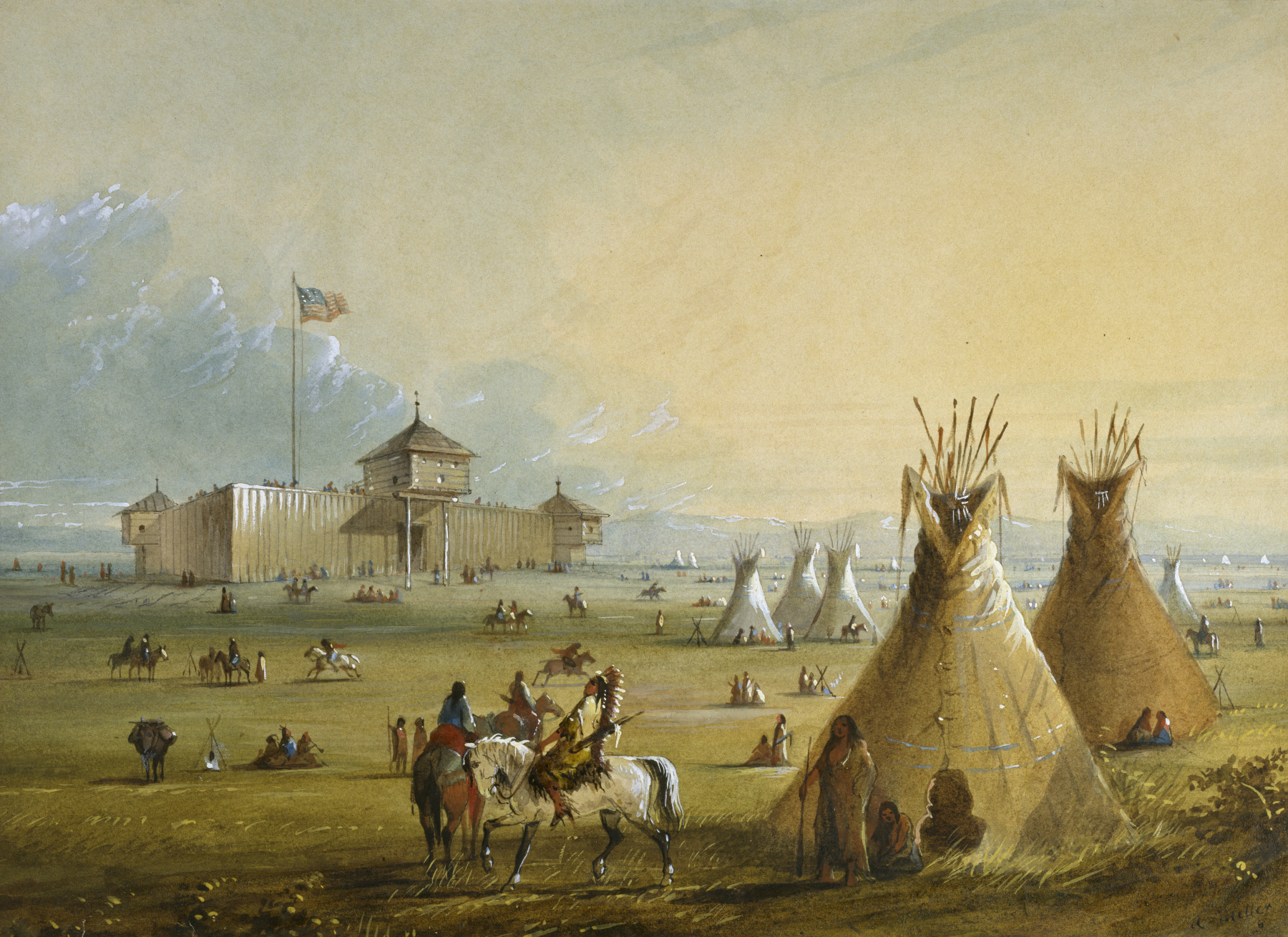
Форт Ларами после 1858 года.

Договор в форте Ларами (англ. Treaty of Fort Laramie) — соглашение, заключённое 17 сентября 1851 года между американским правительством и представителями индейских народов Великих равнин. Между коренными жителями равнин также был заключён мир и обозначены границы их территорий.

## История

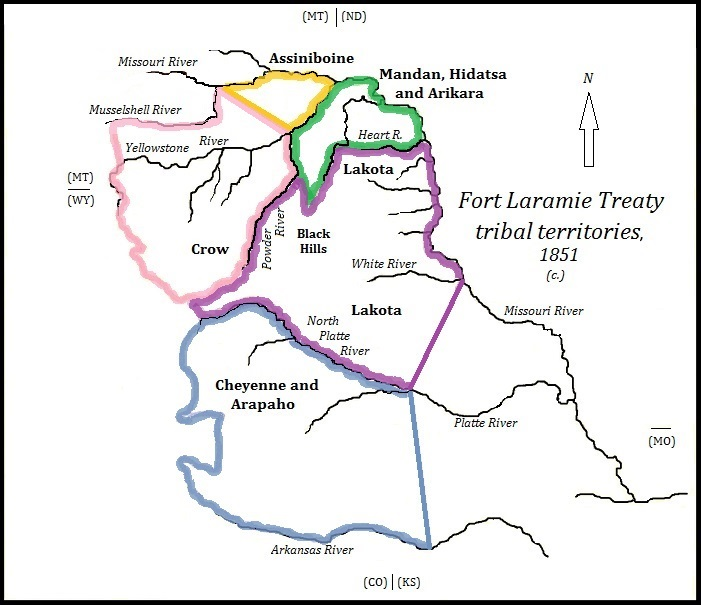
Земли индейских народов согласно договору

В 1846 году Орегонский маршрут был проложен до долины Уилламетт и поток переселенцев, проходивших по нему, значительно возрос. Тысячи белых людей устремились на Запад. Они вырубали деревья, их домашний скот уничтожал пастбища. К 1849 году количество караванов стало настолько большим, что бизоньи стада, потревоженные грохотом повозок, стали уходить в другие земли. Переселенцы принесли на Великие равнины новые болезни, к которым у индейцев не было иммунитета. Между 1849 и 1850 годом сотни индейцев умерли от холеры, оспы и кори.
В 1849 году правительство США купило торговый пост на реке Ларами и разместило там военный гарнизон. Чтобы успокоить индейцев и взять ситуацию под контроль, власти США решили провести большой совет с племенами равнин. В феврале 1851 года Конгресс США выделил на него 100 000 долларов. В сентябре у форта Ларами собрались индейцы разных племён, присутствовали: арапахо, арикара, ассинибойны, гровантры, лакота, кроу, шайенны, шошоны, манданы и хидатса — всего более 12 тысяч человек. Американские власти обязались выплачивать индейцам ежегодную ренту в товарах, а народы равнин в свою очередь, прекратить межплеменные войны и не тревожить караваны переселенцев.